# Pardosa multivaga
Pardosa multivaga este o specie de păianjeni din genul Pardosa, familia Lycosidae, descrisă de Simon, 1880. Conform Catalogue of Life specia Pardosa multivaga nu are subspecii cunoscute.